# باشگاه فوتبال شموشک نوشهر
باشگاه فوتبال شموشک نوشهر یک باشگاه فوتبال ایرانی بود که توسط مسعود درویش تأسیس و به صورت خصوصی فعالیت می‌کرد. پس از فوت مسعود درویش امتیاز این باشگاه متعلق به ورثه وی بود که آن‌ها امتیاز را به باشگاه فوتبال عظیم گستر نوشهر واگذار کردند.

## تاریخچه
این تیم ۶ سال پس از تأسیس در سطح اول حضور داشت و بهترین مقام تاریخ خود را در لیگ آزادگان به دست آورد که یازدهم از لیگ شانزده تیمی شد. اما فصل بعد با نتایج بسیار ضعیف به لیگ دسته دوم سقوط کرد.
پس از سقوط به دسته دو نتوانست نتایجی به دست بیاورد که به لیگ آزادگان صعود کند که هیچ بلکه در سال بعد سقوط به لیگ سه سقوط کرد اما با این اتفاق توانست یک جام از این لیگ را از آن خود کند.
این تیم پس از ۶ سال به سطح اول فوتبال ایران بازگشت. سال اول حضورش رتبه آخر آن زمان یعنی رتبه ۱۴ را کسب کرد و به لیگ آزادگان سقوط کرد. اما تصمیم ۱۶ تیمی کردن لیگ برتر شموشک را از سقوط نجات داد. سال بعد هم برای بقا جنگید اما این دفعه موفق به ماندن در لیگ برتر شد و اتفاقی که باعث شد تنها دو دوره این تیم در لیگ آزادگان بماند نیفتاد. در لیگ برتر چهارم این تیم پانزدهم شد و به لیگ آزادگان سقوط کرد.
در لیگ آزادگان این تیم سه فصل متوالی به رتبه‌های دهم، یازدهم و یازدهم قرار گرفت. اما فصل بعدی اوضاع عوض شد این تیم به عنوان سومین تیم به لیگ دسته دو سقوط کرد. متأسفانه این تیم هم مانند برخی از تیم‌ها مسیر بی‌بازگشت را طی کرد و تنها دو فصل در لیگ دو دوام آورد. در لیگ سه نیز رتبه خوبی پیدا نکرد و فصل بعد از لیگ کنار گذاشته شد تا برای همیشه نابود شود و یک ورزشگاه و دو جام قهرمانی لیگ‌های دو و سه از آن باقی بماند.

## ورزشگاه خانگی
ورزشگاه خانگی این تیم ورزشگاه شهدای نوشهر است که در سال‌های گذشته با تخریب سکوها در بخش‌های غربی و جنوبی و بازسازی سکوهای بخش شمالی، ساختمان رختکن و اتاق داوران هم بهسازی و بازسازی شد. این ورزشگاه هم‌اکنون و با سکوهایی که نصب شد ۴ هزار نفری است و ۱۵ میلیارد تومان برای بازسازی آن هزینه شد.

## فصل به فصل
| فصل     | لیگ       | سطح لیگ   | موقعیت      | جام حذفی فوتبال ایران | یادداشت |
| ------- | --------- | --------- | ----------- | --------------------- | ------- |
| ۱۹۹۴–۹۵ | دسته دو   | سطح دوم   | دوم         | دور اول               | صعود    |
| ۱۳۷۴    | آزادگان   | سطح اول   | یازدهم      | دور دوم               |         |
| ۱۳۷۵    | آزادگان   | سطح اول   | پانزدهم     | دور دوم               | سقوط    |
| ۱۹۹۷–۹۸ | دسته دو   | سطح دوم   | دهم         | نبود                  |         |
| ۱۹۹۸–۹۹ | دسته دو   | سطح دوم   | دوازدهم     | دور دوم               | سقوط    |
| ۱۹۹۹–۰۰ | دسته سه   | سطح سوم   | اول         | دور سوم               | صعود    |
| ۲۰۰۰–۰۱ | دسته دو   | سطح دوم   | چهارم       |                       |         |
| ۲۰۰۱–۰۲ | آزادگان   | سطح دوم   | سوم         | دور دوم               |         |
| ۲۰۰۲–۰۳ | آزادگان   | سطح دوم   | اول         | دور دوم               | صعود    |
| ۸۳–۱۳۸۲ | خلیج فارس | سطح اول   | چهاردهم     | دور سوم               |         |
| ۸۴–۱۳۸۳ | خلیج فارس | سطح اول   | چهاردهم     | دور یکم               |         |
| ۸۵–۱۳۸۴ | خلیج فارس | سطح اول   | پانزدهم     | دور دوم               | سقوط    |
| ۸۶–۱۳۸۵ | آزادگان   | سطح دوم   | دهم         | دور سوم               |         |
| ۸۷–۱۳۸۶ | آزادگان   | سطح دوم   | یازدهم      | دور سوم               |         |
| ۸۸–۱۳۸۷ | آزادگان   | سطح دوم   | یازدهم      | ۱/۸ فینال             |         |
| ۸۹–۱۳۸۸ | آزادگان   | سطح دوم   | سیزدهم      | دور دوم               | سقوط    |
| ۹۰–۱۳۸۹ | دسته دو   | سطح سوم   | نهم/گروه آ  | راه نیافت             |         |
| ۹۱–۱۳۹۰ | دسته دو   | سطح سوم   | هشتم/گروه ب | دور اول               | سقوط    |
| ۲۰۱۲–۱۳ | دسته سه   | سطح چهارم | گروه آ      | راه نیافت             |         |

## بازیکنان برجسته
برای دیدن نام بازیکنان پیشین باشگاه، رده:بازیکنان باشگاه شموشک نوشهر را ببینید.
- رحمان احمدی
- سید پیمان حسینی
- رضا تقوی
- سهراب انتظاری
- کیانوش رحمتی
- محسن بنگر
- محمدرضا خلعتبری
- میثم بائو
- محسن یوسفی
- سید میثم حسینی